# ماير رينولد
ماير رينولد (بالإنجليزية: Meyer Reinhold)‏ هو مؤرخ أمريكي، ولد في 1 سبتمبر 1909 في نيويورك في الولايات المتحدة، وتوفي في 2 يوليو 2002 في ناشفيل في الولايات المتحدة.